# Pop Girls
Pop Girls es una banda musical femenina de Filipinas de género pop formada en 2008. La música popular de Filipinas pasa por un renacimiento de restauración con la aparición del grupo más reciente de niñas de cinco años en la escena adolescente con el encanto irresistible, estilo llamativo y talento total.
Acertadamente, fue bautizado como Pop Girls, el grupo que ha resultado de la colaboración de dos de los nombres más influyentes en la industria de la música en la grabación magnate de Vic Boss del Rosario, que fue responsable de crear a estrellas más grandes en los multimedios del país asiático, tales como Sharon Cuneta, Regine Velásquez, Ogie Alcasid, Sarah Geronimo, entre otros. Era crear bailarinas topnotch contando con el apoyo coreógrafo de Geleen Eugenio que perfeccionó las habilidades de baile en las celebridades como Vilma Santos, Nora Aunor, que trajo al movimiento de la cima de la su carrera musical.

## Miembros
- Lai Harissah
- Mar Harissah
- Nadine Alexis Paguia Lustre
- Schirin Grace Sigrist
- Rosalie Van Ginkel

## Discografía

### Álbum de Estudio
- Pop Girls (2009; Viva Records)

## Singles
- Crazy Crazy
- Crushy Crushy
- Puso Kapag Tumibok ang
- Urong Sulong
- I'm In The Mood para la Danza
- Aladdin
- ¿Está listo
- Sobre Usted Chico
- Dar la vuelta
- Me Texto
- Sige Sayaw
- My Love
- El amor verdadero
- Tara Mall Na Sa / Let 's Go To The Mall

- Datos: Q6082594